# Dawsonia (musgo)
Dawsonia é um género de musgos acrocárpicos da ordem Polytrichales que inclui as maiores espécies de musgos conhecidas, com esporófitos que apresentam tecido condutor (no caso hidroide) análogo ao das plantas vasculares. A maior das espécies, Dawsonia superba, tem distribuição natural na Nova Zelândia, Austrália e Nova Guiné.

## Descrição
Dawsonia longifolia pode ser encontrada nas Filipinas, Indonésia, Malásia e Austrália. Dawsonia superba e Dawsonia longifolia Talvez façam parte de uma mesma espécie.

## Etimologia
O gênero recebeu o nome de Dawsonia em homenagem á Dawson Turner (1775–1858), que foi um Criptogamista distinto e amigo de Robert Brown.

## Altura
Os gametófitos de musgos não possuem tecidos de transporte interno, o que, juntamente com a ausência de cutículas, leva à perda de água característica das briófitas. Como as briófitas só podem crescer quando hidratadas, a falta de tecido condutor restringe a maioria dos musgos, mesmo em habitats relativamente úmidos, a uma baixa estatura.
De alguma forma, Dawsonia (e outros gêneros na ordem Polytrichales) Pode chegar a alturas comparáveis a de uma Planta vascular. Polytrichales são musgos acrocárpicos - eles têm caules verticais com estruturas reprodutivas terminais, com o esporófito crescendo verticalmente (ao longo do mesmo eixo que o gametófito).
O musgo conhecido mais alto é Dawsonia superba, que pode ter um caule de 50 centímetros de altura.

## Caules

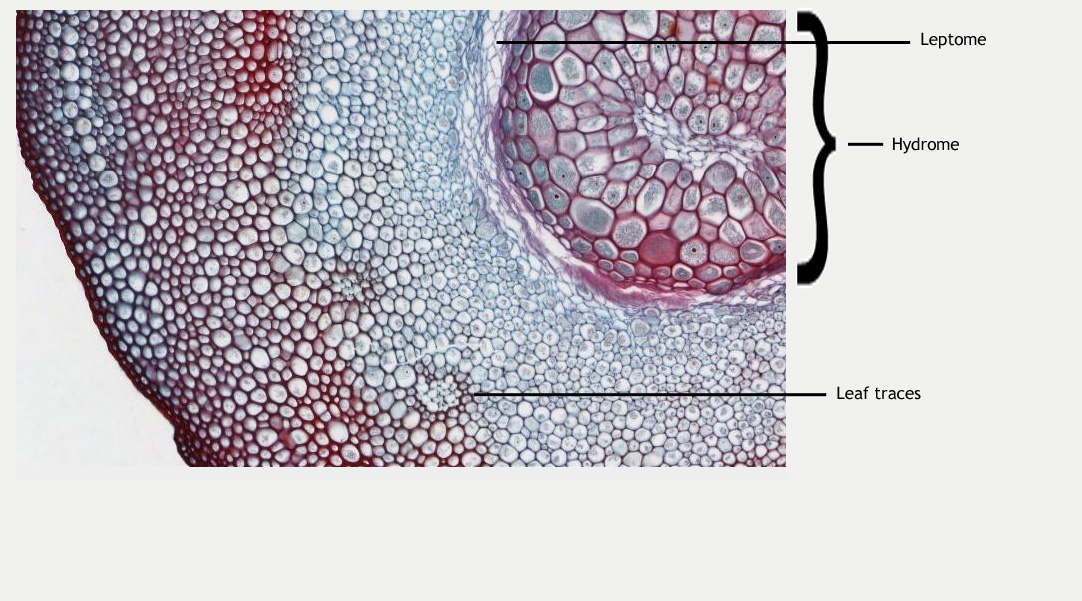
uma Camada do caule de Dawsonia. O cilindro de hidroma pode ser visto no centro, e um anel de traços de folhas pode ser visto fora do cilindro

Os caules da ordem Polytrichales mostram sistemas de condução que são análogos ao Xilema e do floema das plantas vasculares. O tecido condutor de água é o hidroma, que é feito de células alongadas chamadas de Hidroides. Ao contrário do xilema das plantas vasculares, não há espessamento secundário das paredes celulares, pois as briófitas não possuem lignina. O análogo do floema em Polytrichales é o leptoma, composto de leptóides, eles são semelhantes às células da peneira. Hydrome e leptome são bem desenvolvidos em Polytrichales e também aparecem em várias outras briófitas.

## Folhas
As folhas de Polytrichum e Dawsonia (e musgos Taxonomicamente próximos) se diferem das folhas da maioria dos musgos, which are only one or two cells thick. Polytrichia tem lamela – cadeias de pequenas células na superfície superior das folhas análogas ao mesofilo das folhas de plantas vasculares. Este táxon aumentou a área de superfície da parede celular disponível provávelmente para a absorção de CO2, ao mesmo tempo em que mantêm camadas de ar úmido entre as lamelas, reduzindo a perda de água. As margens das lamelas têm uma camada superficial de cera que impede que a água inunde os espaços interlamelares.